# Štefan Hríb
Štefan Hríb (* 9. ledna 1965, Bratislava) je slovenský novinář a moderátor.

## Život
Vystudoval Elektrotechnickou fakultu SVŠT v Bratislavě a poté pracoval 3 roky jako výzkumník Elektrotechnického ústavu SAV.
Od roku 1991 byl dopisovatelem Lidových novin a v letech 1993 až 1998 byl moderátorem a komentátorem rádia Svobodná Evropa. V letech 1999 až 2004 byl šéfredaktorem týdeníku Domino fórum.
Ve slovenské televizi moderoval od roku 2005 do 2014 diskusní pořad Večer pod lampou (v letech 2004 až 2007 s názvem Pod lampou).. Od května 2015 je pořad vysílán na TV Noe. Je zakladatelem a od roku 2005 šéfredaktorem časopisu .týždeň.

## Dílo
V listopadu 2013 vyšla kniha Hríbových rozhovorů s arcibiskupem Róbertem Bezákem Medzi nebom a peklom.